# Armée secrète arménienne de libération de l'Arménie
Pour les articles homonymes, voir Armée de libération.

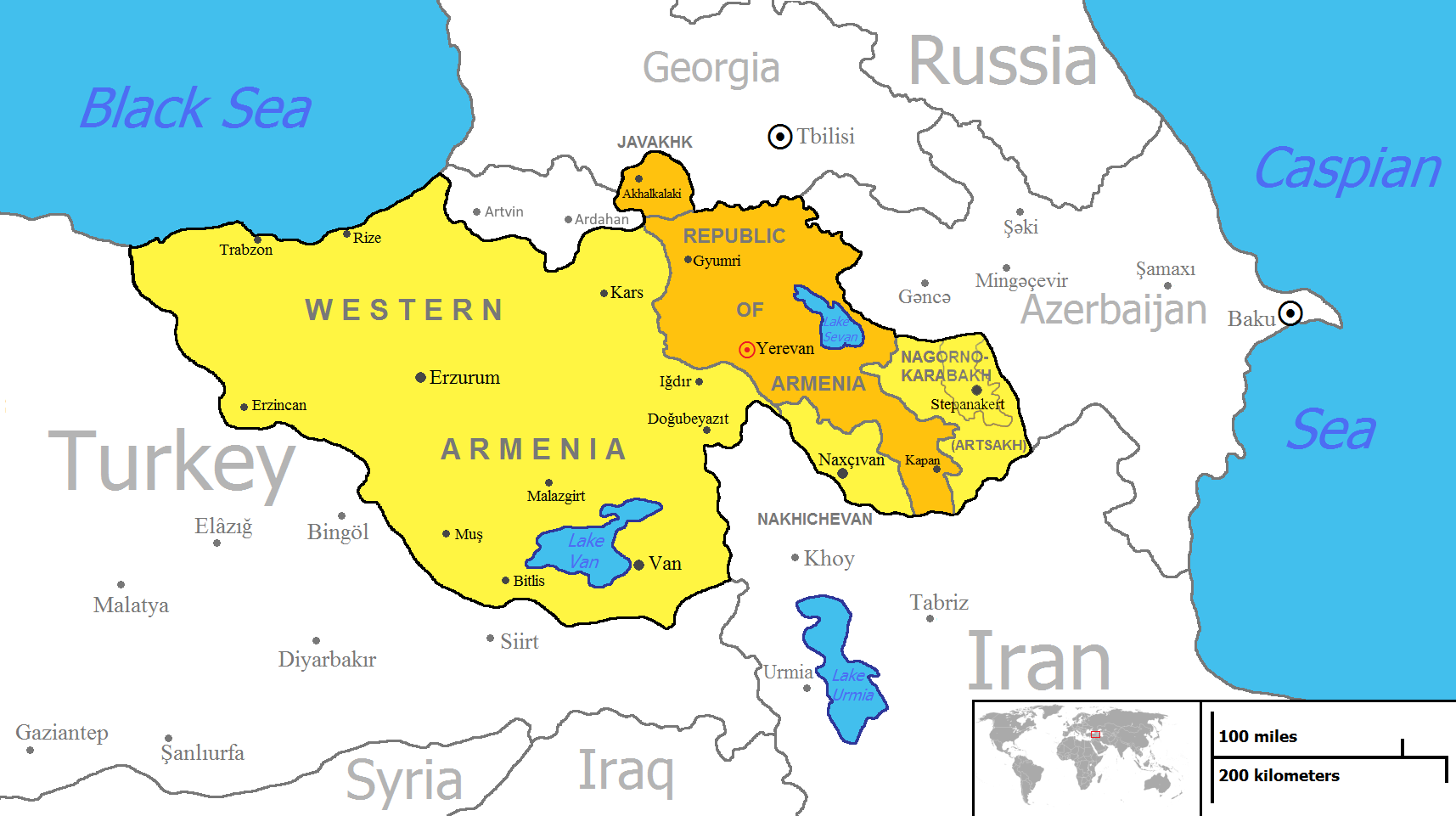
Le territoire revendiqué par l’Asala, approximativement.

L’Armée secrète arménienne de libération de l’Arménie (en arménien : Հայաստանի ազատագրութեան հայ գաղտնի բանակ, Hayastani azatagrut’yan hay gaghtni banak), souvent abrégée en Asala, est un groupe armé terroriste issu de la diaspora arménienne, d’inspiration marxiste-léniniste et surtout actif de 1975 à 1984. Au gré de leurs actions, les commandos de l’Asala ont parfois pris des noms spécifiques liés à une opération particulière, comme le « groupe d’Orly » ou le « groupe du 3-Octobre » ; ou alors le nom d’une personnalité héroïque arménienne, comme le « groupe Khrimian Haïrik ».
Ses objectifs principaux sont de forcer le gouvernement turc à reconnaître le génocide arménien et d’unifier les territoires peuplés (ou peuplés avant le génocide) d’Arméniens (en Turquie, en Iran et en ex-URSS) en une nation arménienne.

## Création de l’Asala sur fond de guerre civile libanaise
En effet, l’Asala est fondée en 1975 à Beyrouth, par de jeunes Arméniens de la diaspora installés au Liban et qui ont perdu patience devant l’échec de la Fédération révolutionnaire arménienne (FRA) à faire reconnaître le génocide arménien par la Turquie. L’Asala est, initialement, une dissidence des CJGA instaurés par la FRA pour éliminer les personnalités considérées comme responsables du génocide ou de sa négation. Cependant, les deux groupes vont très rapidement se lancer dans une féroce lutte d’influence, des règlements de comptes entre la FRA et l’Asala faisant même plusieurs morts (notamment à Beyrouth). Les deux principaux fondateurs de l’Asala sont Hagop Tarakchian et Hagop Hagopian (de son vrai nom Haroutioun Tachikian).
Le passage vers la lutte armée plus radicale se fait avec en toile de fond de la guerre civile libanaise. Si les Arméniens du Liban n’ont pas été directement impliqués dans le conflit (auquel ils paieront pourtant un lourd tribut en vies humaines), ils ont été en contact par la force des choses avec les groupes terroristes palestiniens et la jeunesse voit des similarités entre les causes arménienne et palestinienne. Durant quatre ans, la FRA tente d’infiltrer et de contrôler cette aile qui tente de la dépasser par la gauche, mais en 1979, la rupture est consommée entre les deux groupes. Dans le même temps, la communauté arménienne du Liban fuit le pays en nombre, et on estime que, de 1975 à 1980, pas moins de 40 000 Arméniens quittent le pays, apportant la douleur et la violence du Moyen-Orient dans les communautés diasporiques d’Europe occidentale et d’Amérique du Nord où ils s’installent.

## La ligne politique en dix points
Le 10 juillet 1978, dans une déclaration publique (fait très rare pour ce groupe qui cultive le secret et la clandestinité), l’Asala explique sa ligne politique et ses objectifs stratégiques, que l’historien Yves Ternon a synthétisé en dix points :
1. Le seul ennemi de l’Asala est le gouvernement turc.
2. Les alliés de l’État turc sont les adversaires de l’Asala.
3. Les mouvements révolutionnaires qui luttent contre la Turquie et l’impérialisme américain sont les amis de l’Asala. Les partis révolutionnaires du peuple turc et du peuple kurde, tous deux opprimés par l’État, sont les seuls alliés officiels de l’Asala.
4. Les amis des Arméniens sont ceux qui ont reconnu le génocide ; leurs ennemis, ceux qui s’obstinent à le nier.
5. Les chefs des partis politiques arméniens n’ont obtenu aucun résultat en soixante ans. Le temps de la FRA est passé.
6. Tous les Arméniens regardent vers l’Asala car elle est exactement à l’image de leurs désirs.
7. L’Église arménienne peut être récupérée et ramenée dans le droit chemin.
8. Le combattant de l’Asala n’est pas un terroriste mais un pur révolutionnaire.
9. L’Asala est solitaire, indépendante, orgueilleuse et fière.
10. L’Arménie soviétique est la base unique et irremplaçable du Peuple arménien.

Conformément à ces principes de base, les activités de l’Asala seront en grande majorité des attentats à la bombe et des assassinats dirigés contre des cibles turques - ou considérées comme soutenant la Turquie (en général ou dans sa politique étatique de négation du génocide arménien), jusqu’à l’étranger. Pour diffuser ses idées, l’Asala éditera un périodique intitulé Hayastan (« Arménie ») en plusieurs langues. Certaines conférences de presse seront aussi organisées, mais en général, le groupe se cantonne à la clandestinité.

## Idéologie
L'idéologie de l'ASALA était un nationalisme arménien fortement ancré à gauche.
L'ASALA était formellement hostile à l'alliance occidentale de l'OTAN, notamment car la Turquie en est membre. Elle soutenait les forces palestiniennes durant le conflit israélo-palestinien.
Les deux principaux objectifs politiques de l'ASALA étaient d'amener la Turquie à reconnaître sa culpabilité dans le génocide arménien de 1915 et d'établir une Arménie unie, qui unirait les régions voisines anciennement sous contrôle arménien ou comptant d'importantes populations arméniennes. De plus, l'ASALA a déclaré dans un journal chypriote en 1983 qu'elle soutenait l'Union soviétique et visait à obtenir le soutien d'autres républiques soviétiques pour la cause de l'élimination du « colonialisme turc ».
Ces objectifs ont contribué à façonner les objectifs politiques suivants :
1-Forcer la fin du colonialisme turc en utilisant la violence révolutionnaire.
2-Attaquer les institutions et les représentants de la Turquie et des pays soutenant la Turquie.
3-Affirmer le socialisme scientifique comme principale idéologie de l’Arménie.
L'historienne Fatma Müge Göçek qualifie les objectifs déclarés de l'ASALA de « justes », mais les moyens utilisés pour atteindre ces objectifs, à savoir le « meurtre délibéré [de] personnes innocentes », ne sont pas justes, et affirme donc qu'il s'agissait d'une organisation terroriste.
Le Département d'État américain, sous la présidence de Ronald Reagan — ainsi que les militants eux-mêmes — ont attribué les actes de l'ASALA au déni ouvert de la Turquie du génocide arménien.

## Les débuts de la violence
Entre 1975 et 1984, l’organisation commet, selon le Memorial Institute for Prevention of Terrorism, quatre-vingt-quatre attentats et assassine quarante-six personnes. Le premier attentat à la bombe de l’Asala vise le bureau du Conseil œcuménique des Églises à Beyrouth, attaqué le 3 janvier 1975 parce que cette organisation encourageait à l’émigration, ce que l’Asala percevait comme une tentative de comploter pour éliminer la Question arménienne. Le premier assassinat connu a aussi lieu au Liban ; il coûte la vie au premier secrétaire de l’ambassade de Turquie, Oktar Cirit (tr), le 16 février 1976 à Hamra. L’année suivante, l’Asala s’internationalise et commet un attentat à la bombe contre le domicile d’un couple d’historiens américains, Stanford Jay Shaw et Ezel Kural Shaw, auxquels elle reproche de défendre les thèses turques et de ramener le génocide arménien à de simples massacres et déportations justifiés dans le contexte de la Première Guerre mondiale.
Plus radicale que la FRA (neuf attentats arméniens sur dix sont revendiqués par l’Asala), l’Asala va recruter parmi ceux dont la patience est épuisée et qui sont séduits par l’extrémisme. Au moment de la fondation de l’Asala, en outre, la FRA traverse elle-même une crise d’identité qui l’affaiblit et l’empêche de tuer dans l’œuf les initiatives des fondateurs de l’Asala et de leurs premiers partisans. La politique libanaise vient se mêler aux luttes de pouvoir internes à la diaspora arménienne de Beyrouth, et l’attitude de neutralité (avec un penchant pour les phalangistes de Gemayel pro-israéliens) de la FRA va encore radicaliser la fracture dans une diaspora arménienne dont beaucoup sympathisent avec les palestiniens.

## La collaboration avec des groupes étrangers
L’un des grands défis que l’Asala doit régler est l’absence de toute base territoriale sur les terres historiques arméniennes, et même en diaspora avec la fuite de la diaspora arménienne de Beyrouth et du Liban durant la guerre civile. Pour y remédier, l’Asala va collaborer avec les Kurdes dans leur effort de lutte de libération nationale, et tout particulièrement avec le PKK : les Kurdes disposent de l’assise territoriale dans le sud-est anatolien et les Arméniens disposent du savoir-faire révolutionnaire acquis au Liban. Il est en effet établi que les militants de l’Asala se sont entraînés avec les groupes palestiniens qui avaient aussi établi leur base arrière au pays du Cèdre : au début avec l’OLP puis, après que Yasser Arafat eut entamé des négociations avec Ankara, l’Asala se rapproche du FPLP et du FDPLP. L’idéologie de ces groupes va déteindre sur l’Asala, mais il serait présomptueux d’imaginer qu’ils ont pu instrumentaliser les terroristes arméniens comme ce qui était parfois affirmé à l’époque devant la similitude des méthodes. Il s’agit d’alliés objectifs poursuivant chacun leur but propre mais en mettant leurs connaissances « théoriques » de la lutte armée en commun.
Hagop Tarakchian meurt du cancer en 1980.

## L’arrestation de deux militants détourne l’Asala de son objectif premier
Durant les quatre derniers mois de 1979, l’Asala commet pas moins de quinze attentats à travers l’Europe (Genève, Francfort, Madrid, Ankara, Copenhague, Milan, Rome, Paris) (dégâts matériels importants et trois blessés), puis Istanbul le 30 décembre, pour marquer le cinquième anniversaire de sa fondation. Les cibles sont alternativement des diplomates turcs ou des intérêts économiques turcs - et tout particulièrement la compagnie aérienne Turkish Airlines qui essuie le gros des explosions.
Le début de l’année 1980 voit les attentats se poursuivre - à un rythme moins soutenu cependant -, puis le choc en retour se produit le 3 octobre 1980, lorsque deux membres de l’Asala sont arrêtés : il s’agit d’Alec Yenikomchian et Suzy Masseredjian, qui se sont blessés en manipulant des explosifs dans un hôtel de Genève. Cette arrestation fait suite à plusieurs attentats commis dans la ville suisse, mais également à travers toute l’Europe ; elle marquera un tournant dans l’histoire de l’Asala et illustre bien les dérives à venir.
Pour la première fois, le public peut mettre un visage sur l’Asala. Cette arrestation jouera un rôle déterminant également sur l’engrenage fatal dans lequel l’Asala va alors s’engager. Désormais en effet, l’objectif de la reconnaissance du génocide arménien va passer pour ainsi dire au second plan, les stratèges de l’Asala mettant sur pied nombre d’attentats pour obtenir la libération de leurs compagnons incarcérés. Après l’arrestation d’octobre 1980, l’Asala accuse les autorités suisses et les menace de représailles à cause des circonstances de l’arrestation qui ont coûté la vue à Alec Yenikomchian, et d’un interrogatoire toléré par les forces de l’ordre helvétiques au cours duquel Suzy Masseredjian aurait été questionnée par le FBI et peut-être même par le MIT (services secrets turcs) ; son avocat commis d’office aurait été lui aussi en collusion avec la CIA. Dès lors, l’Asala va multiplier les attaques contre les intérêts suisses, sur le territoire national comme à l’étranger : la compagnie aérienne Swissair verra notamment plusieurs de ses agences à travers le monde être ciblées par un « Groupe du 3 octobre ». En effet, l’Asala crée régulièrement des groupes plus ou moins autonomes chargés d’accomplir un objectif particulier de l’organisation (qu’il s’agisse d’éliminer un diplomate turc ou de faire pression sur les autorités d’un pays). Une vague d’attentats est commise contre les intérêts suisses à Beyrouth, Paris, Londres, dans le train Paris-Interlaken (une bombe qui n’a pas explosé y est découverte), devant le palais de justice de Genève, à Rome (5 blessés), devant l’UBS de Genève, à l’aéroport de Zurich-Kloten et enfin à Madrid le 29 décembre 1980, dernier en date de cette opération d’intimidation qui est suivie dès le 1er janvier 1981 par une requête de l’Asala auprès du CICR et d’Amnesty International pour examiner les conditions de détention des deux militants toujours incarcérés. Le gouvernement suisse autorise le CICR à les visiter et l’Asala annonce qu’elle suspend ses actions jusqu’à mi-janvier. Au terme de leurs procès un mois plus tard, les deux militants sont immédiatement libérés car ils bénéficient du sursis (18 mois pour chacun).
La trêve avec Berne sera de courte durée puisque, le 9 juin 1981, un troisième militant de l’Asala, un Arménien de Beyrouth, est arrêté à Genève non loin de l’endroit où un diplomate turc vient d’être assassiné. Rapidement, il avouera être l’auteur du crime et donnera quelques explications sur le mode opératoire d’une cellule de l’Asala. Un « Groupe du 9 juin » apparaît alors, qui revendiquera une dizaine d’attentats contre les intérêts suisses entre le 26 juin (succursale de la SBS à Los Angeles) et le 16 septembre (ambassade suisse à Téhéran), mais aussi à Zurich et Lausanne (26 blessés dans l’explosion d’un grand magasin le 21 juillet).

## L’engrenage
Le manifeste de l’Asala est publié en 1981.
Le 7 août 1982, une bombe tue neuf personnes à l’aéroport d’Ankara. Le 15 juillet 1983, une autre bombe à l’aéroport d’Orly tue huit personnes au comptoir de la compagnie Turkish Airlines. Le chef du commando d’Orly, Varoujan Garbidjian, est arrêté 48 heures après et condamné à la prison à vie le 3 mars 1985, à l’issue d’un procès débuté le 19 février 1985 ; après dix-sept ans derrière les barreaux, il est expulsé vers l’Arménie en 2001.
L’attentat d’Orly, par son lourd bilan et surtout sa mise en œuvre indiscriminée, provoque une grave crise de conscience à l’intérieur même de l’Asala, et coupe l’organisation de ses soutiens dans la diaspora arménienne révoltée par une dérive qui semble incontrôlée. Le groupe se scinde entre une aile nationaliste (Asala-Militant) et une aile populaire (Asala-Mouvement révolutionnaire), mais son activisme se disloque et les attentats cessent pratiquement.
Le chef et fondateur de l’Asala, Hagop Hagopian, est assassiné à Athènes le 28 avril 1988 par des hommes masqués. Plusieurs pistes sont évoquées pour expliquer qui sont les commanditaires de l’assassinat : il est clair qu’Hagopian, au style autoritaire pour ne pas dire tyrannique, s’était fait des ennemis à l’intérieur de l’Asala. La Fédération révolutionnaire arménienne aurait soutenu les préparatifs mais n’est probablement pas l’auteur de l’exécution athénienne. Celle-ci fut d’ailleurs possible parce que les États (URSS, Syrie, Libye, Iran) qui avaient jusqu’alors soutenu/protégé Hagopian s’étaient finalement lassés. La France avait de quoi en vouloir à Hagopian depuis l’attentat d’Orly et l’élimination par les hommes d’Hagopian d’un de ses agents au Liban. Quant à la Turquie, elle ne pouvait que se réjouir de la mort d’Hagopian mais il est peu probable que ses agents aient pu intervenir sur le territoire grec.
En 1983, une cellule de l’organisation ultranationaliste turque des Loups Gris est envoyée en France par les services secrets turcs pour perpétrer des attentats contre l’ASALA, avec la complaisance des services français.

## La scission et la mise en sommeil
Depuis, divisé, le groupe est inactif. Le 19 décembre 1991, l’ambassadeur de Turquie à Budapest, Bedrettin Tunabaş (tr), échappe de justesse au tir d’un terroriste de l’Asala contre sa voiture, grâce au blindage de celle-ci.
Le 20 juin 1997, un attentat à la bombe contre l’ambassade turque à Bruxelles a été revendiqué par les Unités militaires Gourken Yanikian, nom utilisé autrefois par l’Asala ; c’est le dernier attentat qui ait été revendiqué par l’Asala - ou qu’on lui ait attribué.